# Berta Solomonowna Maranz
Berta Solomonowna  Maranz (russisch Берта Соломоновна Маранц, * 16. Dezember 1907 in  Proskurow; † 4. Mai 1998 in Nischni Nowgorod) war eine russische und sowjetische Pianistin und Klavierpädagogin.

## Leben
Berta Maranz stammt aus einer wohlhabenden jüdischen Familie. Sie erhielt Privatunterricht und konnte mit fünf Jahren bereits Klavier spielen. Nach einigen Jahren zog ihre Familie von Proskurow (heute Chmelnitzki) nach Odessa. Dort studierte Berta Maranz in den 1920er Jahren bei David Eisberg und Berta Reingbald. Ihren Abschluss machte Maranz am Moskauer Konservatorium bei Heinrich Neuhaus, bei dem sie von 1927 bis 1931 studierte. Ab 1934 wirkte sie am von Heinrich Neuhaus neu gegründeten Konservatorium in Swerdlowsk. Von 1954 bis 1990 lehrte sie am Konservatorium in Gorki (heute Nischni Nowgorod). Als Konzertpianistin war sie über 70 Jahre tätig.